# Väneko
Väneko är en svensk lantras av ko, med ursprung i den behornade sydsvenska allmogekon, som inkluderar nu utdöda raser som smålandsko och gotlandsko.
Vänekon härstammar från Tore Torssons besättning i Ulfvered i Väne-Ryr socken i Västra Götaland. Där upptäcktes de i början av 1990-talet i en besättning, som inte var korsad med moderna koraser. I den upptäckta besättningen fanns 23 kor och 6 tjurar. I januari 2007 var antalet registrerade vänekor 48 tjurar och 167 kor. Besättningar finns på bland andra Nordens Ark, Fredriksdal, Skånes djurpark och Borås djurpark. Avelsarbetet påbörjades 1992. Stamboken för vänekor upprätthålls av Föreningen allmogekor.
Vänekon är behornad. Den finns i flera färgvarianter, inklusive som röd eller svart, med olika färg på vänster- och höger sida, eller som enfärgad. Typiskt för rasen är att ryggen är vit. Vikten för vuxna kor är 400–500 kilogram. De betraktas som lättskötta och bra på att finna mat. Vänekon brukas primärt som diko, och därför är den genomsnittliga mjölkproduktionen okänd.